# Lozovac
Lozovac falu Horvátországban Šibenik-Knin megyében. Közigazgatásilag Šibenikhez tartozik.

## Fekvése
Šibenik központjától légvonalban 8, közúton 13 km-re északkeletre, Dalmácia középső részén, a Krka Nemzeti Park déli szélén, a Skradini vízesésrendszer felett fekszik. Itt található a nemzeti park  egyik bejárata. A faluból szerpentin és gyalogösvény visz le a vízesésekhez és a nemzeti park turistaútjaihoz.

## Története
Területe évszázadokig velencei uralom alatt volt. 1797-ben a Velencei Köztársaság megszűnésével a Habsburg Birodalom része lett. 1806-ban Napóleon csapatai foglalták el és 1813-ig francia uralom alatt állt. Napóleon bukása után ismét Habsburg uralom következett, mely az első világháború végéig tartott. A településnek 1857-ben 326, 1910-ben 586 lakosa volt. Az I. világháború után rövid ideig az Olasz Királyság, ezután a Szerb-Horvát-Szlovén Királyság, majd Jugoszlávia része lett. 1991-ben lakosságának 82 százaléka horvát, 13 százaléka szerb nemzetiségű volt. A délszláv háború során mindvégig horvát kézen maradt. 2011-ben 368 lakosa volt.

## Lakosság
| Lakosság változása | Lakosság változása | Lakosság változása | Lakosság változása | Lakosság változása | Lakosság változása | Lakosság változása | Lakosság változása | Lakosság változása | Lakosság változása | Lakosság változása | Lakosság változása | Lakosság változása | Lakosság változása | Lakosság változása | Lakosság változása |
| ------------------ | ------------------ | ------------------ | ------------------ | ------------------ | ------------------ | ------------------ | ------------------ | ------------------ | ------------------ | ------------------ | ------------------ | ------------------ | ------------------ | ------------------ | ------------------ |
| 1857               | 1869               | 1880               | 1890               | 1900               | 1910               | 1921               | 1931               | 1948               | 1953               | 1961               | 1971               | 1981               | 1991               | 2001               | 2011               |
| 326                | 320                | 356                | 430                | 434                | 586                | 612                | 672                | 818                | 1.007              | 978                | 734                | 618                | 491                | 389                | 368                |

## Nevezetességei
- A település határának nagy részét a Krka Nemzeti Park egy része képezi. Itt található a nemzeti park bejárata, melyhez egy hatalmas parkoló, számos kiszolgáló létesítmény, szálloda, kemping, üzlet és vendéglátó egység tartozik. A nemzeti park a Krka folyóról kapta a nevét, melynek nagy részét, Skradintól Kninig tartó szakaszát foglalja magában. Számos szikla, vízesés, valamint az itteni különleges állat- és növényvilág érdemes a figyelemre. Közvetlenül a település alatt található a nemzeti park fő látványossága a Skradini-vízesés (Skradinski buk). A teljes vízesésrendszer mintegy négyszáz méteres szakaszt képez, összesen 17 vízesés alkotja és a vízesések előtti medencében fürdeni is lehet. A vízeséstől egy kis fahídon továbbhaladva néprajzi kiállítást, ajándékboltot és egy működő vízimalmot találunk ahol kukoricát őrölnek. A vízeséseket mintegy 1900 méteres túraútvonalon lehet körüljárni. A túraúton a Jaruga vízierőmű, kovácsműhely és lenmosó is megtekinthető.[4]
- Szent Miklós tiszteletére szentelt római katolikus temploma.